# Lista de prefeitos de Ipiaú
Esta é a lista de prefeitos do município de Ipiaú, estado brasileiro da Bahia.
| Nº | Nome                                                                         | Imagem                  | Partido                                          | Início do mandato       | Fim do mandato                           | Observações |
| 1  | Antonio Augusto Sá                                                           |                         | Partido Social Democrático PSD                   | 17 de dezembro de 1933  | 6 de novembro de 1935                    | Prefeito nomeado pelo governo do estado. |
| 2  | José do Eirado Silva                                                         |                         | Partido Social Democrático PSD                   | 7 de novembro de 1935   | 24 de janeiro de 1936                    | Prefeito nomeado pelo governo do estado. |
| 3  | Leonel Andrade                                                               |                         | União Democrática Brasileira UDB                 | 25 de janeiro de 1936   | 16 de dezembro de 1937                   | Primeiro prefeito eleito. Após o golpe de 1937 (Estado Novo), Juracy Magalhães que não apoiou Getúlio Vargas foi destituído do governo da Bahia e o seu aliado Leonel Andrade exonerado do cargo de prefeito. |
| 4  | Jaime Pontes Tanajura                                                        |                         | Partido Liberal PL                               | 17 de dezembro de 1937  | 10 de março de 1940                      | Prefeito nomeado pelo governo do estado. |
| 5  | Agostinho Cardoso Pinheiro                                                   |                         | Partido Liberal PL                               | 11 de março de 1940     | 25 de março de 1945                      | Prefeito nomeado pelo governo do estado. |
| 6  | Antonio Lisboa Nogueira                                                      |                         | Partido Social Democrático PSD                   | 26 de março de 1945     | 27 de abril de 1946                      | Prefeito nomeado pelo governo do estado. |
| 7  | José Borges de Barros                                                        |                         | Partido Social Democrático PSD                   | 28 de abril de 1946     | 4 de dezembro de 1946                    | Prefeito nomeado pelo governo do estado. |
| 8  | Sandoval Fernandes Alcântara                                                 |                         | Partido Social Democrático PSD                   | 5 de dezembro de 1946   | 30 de janeiro de 1948                    | Prefeito nomeado pelo governo do estado. Foi indicado pelo ex-prefeito Antônio Nogueira. Nomeado no período de transição para a redemocratização do país, após o fim do Estado Novo.                          |
| 9  | Pedro Caetano Magalhães de Jesus                                             |                         | Partido de Representação Popular PRP             | 31 de janeiro de 1948   | 30 de janeiro de 1951                    | Primeiro prefeito eleito após o fim do Estado Novo. |
| 10 | José Muniz Ferreira                                                          |                         | Partido de Representação Popular PRP             | 31 de janeiro de 1951   | 16 de abril de 1955                      | Prefeito eleito em sufrágio universal. |
| 11 | Salvador da Matta (Catu, 08.10.1915–)                                        |                         | União Democrática Nacional UDN                   | 17 de abril de 1955     | 14 de abril de 1959                      | Prefeito eleito em sufrágio universal. |
| 12 | José Motta Fernandes                                                         |                         | União Democrática Nacional UDN                   | 15 de abril de 1959     | 6 de março de 1963                       | Prefeito eleito em sufrágio universal. |
| 13 | Euclides Teixeira Neto                                                       |                         | Partido Democrata Cristão PDC                    | 7 de março de 1963      | 6 de março de 1967                       | Prefeito eleito em sufrágio universal. |
| 14 | José Motta Fernandes                                                         |                         | Aliança Renovadora Nacional ARENA                | 7 de março de 1967      | 30 de janeiro de 1971                    | Prefeito eleito em sufrágio universal. |
| 15 | Salvador da Matta                                                            |                         | Aliança Renovadora Nacional ARENA                | 31 de janeiro de 1971   | 30 de janeiro de 1973                    | Prefeito eleito em sufrágio universal. |
| 15 | Hildebrando Nunes Rezende                                                    |                         | Movimento Democrático Brasileiro MDB             | 31 de janeiro de 1973   | 31 de janeiro de 1977                    | Prefeito eleito em sufrágio universal. |
| 16 | José Borges de Barros Junior                                                 |                         | Partido do Movimento Democrático Brasileiro PMDB | 1° de fevereiro de 1977 | 31 de janeiro de 1983                    | Prefeito eleito em sufrágio universal. |
| 17 | Hildebrando Nunes Rezende                                                    |                         | Partido do Movimento Democrático Brasileiro PMDB | 1° de fevereiro de 1983 | 31 de dezembro de 1988                   | Prefeito eleito em sufrágio universal. |
| 18 | Miguel Cunha Coutinho                                                        |                         | Partido do Movimento Democrático Brasileiro PMDB | 1° de janeiro de 1989   | 31 de dezembro de 1992                   | Prefeito eleito em sufrágio universal. |
| 19 | Ubirajara Souza Costa                                                        |                         | Partido do Movimento Democrático Brasileiro PMDB | 1° de janeiro de 1993   | 31 de dezembro de 1996                   | Prefeito eleito em sufrágio universal. |
| 20 | José Motta Fernandes                                                         |                         | Partido da Frente Liberal PFL                    | 1° de janeiro de 1997   | 31 de dezembro de 2000                   | Prefeito eleito em sufrágio universal. |
| 21 | José Andrade Mendonça (Aracaju, 08.01.1939–)                                 |                         | Partido Trabalhista Brasileiro PTB               | 1° de janeiro de 2001   | 31 de dezembro de 2004                   | Prefeito eleito em sufrágio universal. |
| 21 | José Andrade Mendonça (Aracaju, 08.01.1939–)                                 | Partido Progressista PP | 1° de janeiro de 2005                            | 27 de março de 2008     | Prefeito reeleito em sufrágio universal. | |
| 22 | Sandra da Purificação Lemos de Santana (São Francisco do Conde, 01.02.1969–) |                         | Partido Progressista PP                          | 28 de março de 2008     | 31 de dezembro de 2008                   | Vice-prefeita no cargo de forma definitiva. |
| 23 | Deraldino Alves de Araújo (Ipiaú, 06.02.1951–)                               |                         | Partido do Movimento Democrático Brasileiro PMDB | 1° de janeiro de 2009   | 31 de dezembro de 2012                   | Prefeito eleito em sufrágio universal. |
| 23 | Deraldino Alves de Araújo (Ipiaú, 06.02.1951–)                               | 1° de janeiro de 2013   | Partido do Movimento Democrático Brasileiro PMDB | 31 de dezembro de 2016  | Prefeito reeleito em sufrágio universal. | |
| 24 | Maria das Graças C. Mendonça (Salvador, 01.02.1949–)                         |                         | Partido Progressista PP                          | 1° de janeiro de 2017   | 31 de dezembro de 2020                   | Prefeita eleita em sufrágio universal. |
| 24 | Maria das Graças C. Mendonça (Salvador, 01.02.1949–)                         | 1° de janeiro de 2021   | Partido Progressista PP                          | 31 de dezembro de 2024  | Prefeita reeleita em sufrágio universal. | |
| 25 | Laryssa Andrade Santos Fernandes Dias (Salvador, 22.05.1986–)                |                         | Progressistas PP                                 | 1° de janeiro de 2025   | Atualidade                               | Prefeito eleito em sufrágio universal. |